# پورکینه (دهانه)
پورکینه یک دهانه برخوردی در ماه‌ است.